# Kvalifikace na Mistrovství světa ve fotbale 2002 (AFC)
Kvalifikace na Mistrovství světa ve fotbale 2002 zóny AFC určila 2 účastníky finálového turnaje a jednoho účastníka mezikontinentální baráže proti celku ze druhého místa jedné ze skupin zóny UEFA.
Celkem 40 účastníků bylo rozlosováno do 10 skupin po 4 týmech. Vítězové skupin následně postoupili do druhé skupinové fáze, kde bylo 10 týmů rozlosováno do dvou skupin po pěti. Vítězové skupin postoupili na MS a druhé týmy se utkaly v baráži o třetí místo zaručující postup do mezikontinentální baráže proti týmu z Evropy.

## První fáze

### Skupina 1
| Tým      | Z | V | R | P | GV | GI | +/- | B  |
| -------- | - | - | - | - | -- | -- | --- | -- |
| Omán     | 6 | 5 | 1 | 0 | 33 | 3  | +30 | 16 |
| Sýrie    | 6 | 4 | 1 | 1 | 40 | 6  | +34 | 13 |
| Laos     | 6 | 1 | 1 | 4 | 3  | 40 | -37 | 4  |
| Filipíny | 6 | 0 | 1 | 5 | 2  | 29 | -27 | 1  |

| 30. dubna 2001 16:00 UTC+3                                                                                              |        |          |                                                                              |
| Sýrie | 12 – 0 | Filipíny | Al-Hamadaniah Stadium, Aleppo diváci: 20 000 rozhodčí: Siamak Bakhshi (Iran) |
| Al Said 14', 16', 49', 77', 80' Jabban 25' Serur 27' (pen.) Haj 45' Shehadeh 46' Bouchi 59' Nasser 75' (pen.) Malki 89' | Report |          | Al-Hamadaniah Stadium, Aleppo diváci: 20 000 rozhodčí: Siamak Bakhshi (Iran) |

| 30. dubna 2001 16:00 UTC+4 |        |      |                                                                                    |
| Omán | 12 – 0 | Laos | Sultan Qaboos Sports Complex, Maskat diváci: 2 000 rozhodčí: Ammar Ammar (Lebanon) |
| Al-Dhabit 6', 23' (pen.), 30', 45', 45+1' Mubarak 21' Al-Mukhani 39', 44' Nasser Zayid 62' (pen.) Fawzi Bashir 81', 85' Khamis 84' | Report |      | Sultan Qaboos Sports Complex, Maskat diváci: 2 000 rozhodčí: Ammar Ammar (Lebanon) |

| 4. května 2001 16:30 UTC+3 |        |                                            |                                                                                 |
| Filipíny                   | 1 – 5  | Sýrie                                      | Al-Hamadaniah Stadium, Aleppo diváci: 19 000 rozhodčí: Jang Sok Jin (Korea DPR) |
| Barsales 59'               | Report | Serur 42', 54' Al Said 71' Moussa 77', 87' | Al-Hamadaniah Stadium, Aleppo diváci: 19 000 rozhodčí: Jang Sok Jin (Korea DPR) |

| 4. května 2001 19:15 UTC+4 |        |                                                                               |                                                                                     |
| Laos                       | 0 – 7  | Omán                                                                          | Sultan Qaboos Sports Complex, Maskat diváci: 2 099 rozhodčí: Gyanu Shrestha (Nepal) |
|                            | Report | Al-Dhabit 15', 79' Al Siyabi 36' Al-Araimi 39', 42' Al-Mukhaini 43' Samir 90' | Sultan Qaboos Sports Complex, Maskat diváci: 2 099 rozhodčí: Gyanu Shrestha (Nepal) |

| 7. května 2001 16:30 UTC+3                                                               |        |      |                                                                                   |
| Sýrie                                                                                    | 11 – 0 | Laos | Al-Hamadaniah Stadium, Aleppo diváci: 9 000 rozhodčí: Ahmad Abu Khadijeh (Jordan) |
| Nasser 15', 89' Bouchi 25', 79' Al Said 311', 53', 90' Moussa 33' Serur 55', 64' Haj 69' | Report |      | Al-Hamadaniah Stadium, Aleppo diváci: 9 000 rozhodčí: Ahmad Abu Khadijeh (Jordan) |

| 7. května 2001 19:15 UTC+4                                        |        |          |                                                                                                |
| Omán                                                              | 7 – 0  | Filipíny | Sultan Qaboos Sports Complex, Maskat diváci: 2 200 rozhodčí: Abdul Rahman Al-Delawar (Bahrain) |
| Al-Dhabit 43' (pen.), 81' Al-Mukhaini 45', 61', 68', 79' Said 83' | Report |          | Sultan Qaboos Sports Complex, Maskat diváci: 2 200 rozhodčí: Abdul Rahman Al-Delawar (Bahrain) |

| 11. května 2001 16:00 UTC+3 |        |                                                                                          |                                                                                     |
| Laos                        | 0 – 9  | Sýrie                                                                                    | Al-Hamadaniah Stadium, Aleppo diváci: 12 000 rozhodčí: Mamed Mamedov (Turkmenistan) |
|                             | Report | Haj 2', 50' Serur 34' Al Said 37' Shehadeh 46' Zaher 55', 65' Al-Khatib 75' Al Sayed 81' | Al-Hamadaniah Stadium, Aleppo diváci: 12 000 rozhodčí: Mamed Mamedov (Turkmenistan) |

| 11. května 2001 19:15 UTC+4 |        |                      |                                                                                                |
| Filipíny                    | 0 – 2  | Omán                 | Sultan Qaboos Sports Complex, Maskat diváci: 3 000 rozhodčí: Sergey Tsaregradskiy (Kazakhstan) |
|                             | Report | Al-Mukhaini 11', 56' | Sultan Qaboos Sports Complex, Maskat diváci: 3 000 rozhodčí: Sergey Tsaregradskiy (Kazakhstan) |

| 18. května 2001 16:30 UTC+3     |        |                                      |                                                                       |
| Sýrie                           | 3 – 3  | Omán                                 | Al-Hamadaniah Stadium, Aleppo diváci: 18 000 rozhodčí: Lu Jun (China) |
| Al Said 4' Nasser 56' Serur 68' | Report | Al Arimi 35' Al-Dhabit 55' Samir 81' | Al-Hamadaniah Stadium, Aleppo diváci: 18 000 rozhodčí: Lu Jun (China) |

| 19. května 2001 18:00 UTC+7  |        |          |                                                                                |
| Laos                         | 2 – 0  | Filipíny | Laos National Stadium, Vientiane diváci: 7 000 rozhodčí: Vo Minh Tri (Vietnam) |
| Phounsamay 15' Dalaphone 55' | Report |          | Laos National Stadium, Vientiane diváci: 7 000 rozhodčí: Vo Minh Tri (Vietnam) |

| 25. května 2001 19:15 UTC+4 |        |       |                                                                                       |
| Omán                        | 2 – 0  | Sýrie | Sultan Qaboos Sports Complex, Maskat diváci: 25 000 rozhodčí: Masayoshi Okada (Japan) |
| Mubarak 48' Samir 67'       | Report |       | Sultan Qaboos Sports Complex, Maskat diváci: 25 000 rozhodčí: Masayoshi Okada (Japan) |

| 26. května 2001 19:00 UTC+8 |        |                   |                                                                                  |
| Filipíny                    | 1 – 1  | Laos              | PhilSports Complex, Pasig City diváci: 1 000 rozhodčí: Jajat HIDNyat (Indonesia) |
| Doña 28'                    | Report | Khouphachansy 81' | PhilSports Complex, Pasig City diváci: 1 000 rozhodčí: Jajat HIDNyat (Indonesia) |

### Skupina 2
| Tým         | Z | V | R | P | GV | GI | +/- | B |
| ----------- | - | - | - | - | -- | -- | --- | - |
| Írán        | 2 | 2 | 0 | 0 | 21 | 0  | +21 | 6 |
| Tádžikistán | 2 | 1 | 0 | 1 | 16 | 2  | +14 | 3 |
| Guam        | 2 | 0 | 0 | 2 | 0  | 35 | -35 | 0 |

- Myanmar se účasti na poslední chvíli vzdal.

| 24. listopadu 2000 14:30 UTC+4:30 |        |      |                                                                   |
| Írán | 19 – 0 | Guam | Takhti Stadium, Tabriz diváci: 30 000 rozhodčí: Tallat Najm (LIB) |
| Majidi 12', 75', 79' Bagheri 13', 23', 33', 48', 67', 77' Karimi 19', 55', 58', 86' Nikbakht 31' Daei 34' (p), 53', 72' Bakhtiarizadeh 43', 69' | Report |      | Takhti Stadium, Tabriz diváci: 30 000 rozhodčí: Tallat Najm (LIB) |

| 26. listopadu 2000 14:30 UTC+4:30 |        |      |                                                                  |
| Tádžikistán | 16 – 0 | Guam | Takhti Stadium, Tabriz diváci: 5 000 rozhodčí: Hani Ballan (QAT) |
| Ashurmamadov 3' 16' Muminov 13' Knitel 20' Khojaev 26', 39', 70' Khamidov 31', 47', 77', 89' (p) Fuzailov 52' Berdykulov 62', 67' Jabbarov 77' Usmonov 87' | Report |      | Takhti Stadium, Tabriz diváci: 5 000 rozhodčí: Hani Ballan (QAT) |

| 28. listopadu 2000 14:30 UTC+4:30 |        |             |                                                                         |
| Írán                              | 2 – 0  | Tádžikistán | Takhti Stadium, Tabriz diváci: 35 000 rozhodčí: Mahmoud Al-Rifaee (SYR) |
| Daei 47' Hasheminasab 54'         | Report |             | Takhti Stadium, Tabriz diváci: 35 000 rozhodčí: Mahmoud Al-Rifaee (SYR) |

### Skupina 3
| Tým       | Z | V | R | P | GV | GI | +/- | B  |
| --------- | - | - | - | - | -- | -- | --- | -- |
| Katar     | 6 | 5 | 1 | 0 | 14 | 3  | +11 | 16 |
| Palestina | 6 | 2 | 1 | 3 | 8  | 9  | -1  | 7  |
| Malajsie  | 6 | 2 | 1 | 3 | 8  | 11 | -3  | 7  |
| Hongkong  | 6 | 1 | 1 | 4 | 3  | 10 | -7  | 4  |

| 4. března 2001 13:00 UTC+8                           |        |          |                                                                       |
| Katar                                                | 5 – 1  | Malajsie | Hong Kong Stadium, Hongkong diváci: 500 rozhodčí: Toru Kamikawa (JPN) |
| Al-Enazi 10', 37', 59' Mustafa 51' (p) Al-Tamimi 75' | Report | Talib 9' | Hong Kong Stadium, Hongkong diváci: 500 rozhodčí: Toru Kamikawa (JPN) |

| 4. března 2001 15:15 UTC+8 |        |             |                                                                         |
| Hongkong                   | 1 – 1  | Palestina   | Hong Kong Stadium, Hongkong diváci: 7 000 rozhodčí: Han Byung-Hwa (KOR) |
| Ho Man 72'                 | Report | El-Kair 64' | Hong Kong Stadium, Hongkong diváci: 7 000 rozhodčí: Han Byung-Hwa (KOR) |

| 8. března 2001 18:00 UTC+8 |        |                          |                                                                                |
| Palestina                  | 1 – 2  | Katar                    | Hong Kong Stadium, Hongkong diváci: 5 000 rozhodčí: Ekachai Tanaddernkao (THA) |
| El-Kair 54'                | Report | Al Naemi 31' Mustafa 65' | Hong Kong Stadium, Hongkong diváci: 5 000 rozhodčí: Ekachai Tanaddernkao (THA) |

| 8. března 2001 20:15 UTC+8 |        |          |                                                                               |
| Malajsie                   | 2 – 0  | Hongkong | Hong Kong Stadium, Hongkong diváci: 5 000 rozhodčí: Musallam Al Bloushi (UAE) |
| Rakhli 46' 79'             | Report |          | Hong Kong Stadium, Hongkong diváci: 5 000 rozhodčí: Musallam Al Bloushi (UAE) |

| 11. března 2001 13:00 UTC+8 |        |          |                                                                                |
| Palestina                   | 1 – 0  | Malajsie | Hong Kong Stadium, Hongkong diváci: 4 540 rozhodčí: Mohammad Tajul Islam (BAN) |
| Al-Jeesh 36'                | Report |          | Hong Kong Stadium, Hongkong diváci: 4 540 rozhodčí: Mohammad Tajul Islam (BAN) |

| 11. března 2001 15:15 UTC+8 |        |          |                                                                         |
| Katar                       | 2 – 0  | Hongkong | Hong Kong Stadium, Hongkong diváci: 4 500 rozhodčí: Toru Kamikawa (JPN) |
| Al-Enazi 42' Feng 67' (vl.) | Report |          | Hong Kong Stadium, Hongkong diváci: 4 500 rozhodčí: Toru Kamikawa (JPN) |

| 20. března 2001 15:30 UTC+3 |        |          |                                                                           |
| Palestina                   | 1 – 0  | Hongkong | Jassim Bin Hamad Stadium, Doha diváci: 500 rozhodčí: Rahman Al Zaid (KSA) |
| Abulatifa 58'               | Report |          | Jassim Bin Hamad Stadium, Doha diváci: 500 rozhodčí: Rahman Al Zaid (KSA) |

| 20. března 2001 18:15 UTC+3 |        |       |                                                                           |
| Malajsie                    | 0 – 0  | Katar | Jassim Bin Hamad Stadium, Doha diváci: 2 000 rozhodčí: Rahim Rahimi (IRN) |
|                             | Report |       | Jassim Bin Hamad Stadium, Doha diváci: 2 000 rozhodčí: Rahim Rahimi (IRN) |

| 23. března 2001 18:15 UTC+3 |        |           |                                                                            |
| Katar                       | 2 – 1  | Palestina | Jassim Bin Hamad Stadium, Doha diváci: 4 000 rozhodčí: Naotsugu Fuse (JPN) |
| Al-Enazi 24' Hassan 45'     | Report | Ayoub 30' | Jassim Bin Hamad Stadium, Doha diváci: 4 000 rozhodčí: Naotsugu Fuse (JPN) |

| 23. března 2001 20:15 UTC+3 |        |          |                                                                           |
| Hongkong                    | 2 – 1  | Malajsie | Jassim Bin Hamad Stadium, Doha diváci: 100 rozhodčí: Muflah Mohamed (OMA) |
| Feng 11' Keung 78'          | Report | Omar 86' | Jassim Bin Hamad Stadium, Doha diváci: 100 rozhodčí: Muflah Mohamed (OMA) |

| 25. března 2001 18:15 UTC+3 |        |                                     |                                                                                |
| Hongkong                    | 0 – 3  | Katar                               | Jassim Bin Hamad Stadium, Doha diváci: 2 000 rozhodčí: Khader Haj Khader (SYR) |
|                             | Report | Noubi 45' Mubarak 89' Al-Tamimi 90' | Jassim Bin Hamad Stadium, Doha diváci: 2 000 rozhodčí: Khader Haj Khader (SYR) |

| 25. března 2001 18:15 UTC+3            |        |                                       |                                                                      |
| Malajsie                               | 4 – 3  | Palestina                             | Grand Hamad Stadium, Doha diváci: 400 rozhodčí: Rahman Al Zaid (KSA) |
| Rakhli 21', 62' (p) Omar 53' Idrus 56' | Report | Ayoub 3' Al-Holi 29' (p) Al-Jeech 90' | Grand Hamad Stadium, Doha diváci: 400 rozhodčí: Rahman Al Zaid (KSA) |

### Skupina 4
| Tým        | Z | V | R | P | GV | GI | +/- | B  |
| ---------- | - | - | - | - | -- | -- | --- | -- |
| Bahrajn    | 6 | 5 | 0 | 1 | 9  | 4  | +5  | 15 |
| Kuvajt     | 6 | 4 | 1 | 1 | 9  | 3  | +6  | 13 |
| Kyrgyzstán | 6 | 1 | 1 | 4 | 3  | 9  | -6  | 4  |
| Singapur   | 6 | 0 | 2 | 4 | 3  | 8  | -5  | 2  |

| 3. února 2001 18:00 UTC+8 |        |                             |                                                                        |
| Bahrajn                   | 1 – 2  | Kuvajt                      | National Stadium, Singapur diváci: 25 000 rozhodčí: Kim Hoe Sung (KOR) |
| Al Sadi 90'               | Report | Al Huwaidi 66' Al-Sauhi 72' | National Stadium, Singapur diváci: 25 000 rozhodčí: Kim Hoe Sung (KOR) |

| 3. února 2001 20:00 UTC+8 |        |               |                                                                                    |
| Singapur                  | 0 – 1  | Kyrgyzstán    | National Stadium, Singapur diváci: 25 000 rozhodčí: Abdul Aziz A. Al Dokhail (KSA) |
|                           | Report | Kovalenko 83' | National Stadium, Singapur diváci: 25 000 rozhodčí: Abdul Aziz A. Al Dokhail (KSA) |

| 6. února 2001 18:00 UTC+8 |        |            |                                                                             |
| Bahrajn                   | 1 – 0  | Kyrgyzstán | National Stadium, Singapur diváci: 1 000 rozhodčí: Kazuhiko Matsumura (JPN) |
| Al Sadi 86'               | Report |            | National Stadium, Singapur diváci: 1 000 rozhodčí: Kazuhiko Matsumura (JPN) |

| 6. února 2001 20:00 UTC+8 |        |          |                                                                             |
| Kuvajt                    | 1 – 1  | Singapur | National Stadium, Singapur diváci: 12 000 rozhodčí: Suresh Srinivasan (IND) |
| Abdullah 61'              | Report | Shah 86' | National Stadium, Singapur diváci: 12 000 rozhodčí: Suresh Srinivasan (IND) |

| 9. února 2001 18:00 UTC+8 |        |                                        |                                                                    |
| Kyrgyzstán                | 0 – 3  | Kuvajt                                 | National Stadium, Singapur diváci: 1 000 rozhodčí: Zhu Liuyi (CHN) |
|                           | Report | Asel 61' Al Huwaidi 85' Al-Mutairi 90' | National Stadium, Singapur diváci: 1 000 rozhodčí: Zhu Liuyi (CHN) |

| 9. února 2001 20:00 UTC+8 |        |                  |                                                                              |
| Singapur                  | 1 – 2  | Bahrajn          | National Stadium, Singapur diváci: 25 000 rozhodčí: Kazuhiko Matsumura (JPN) |
| Ali 65'                   | Report | Al Sadi 15', 25' | National Stadium, Singapur diváci: 25 000 rozhodčí: Kazuhiko Matsumura (JPN) |

| 21. února 2001 16:45 UTC+3 |        |                        |                                                                                 |
| Kyrgyzstán                 | 1 – 2  | Bahrajn                | Kuwait National Stadium, Kuwait City diváci: 1 099 rozhodčí: Park Sang-Gu (KOR) |
| Jumagulov 8'               | Report | Salmeen 23' Hassan 74' | Kuwait National Stadium, Kuwait City diváci: 1 099 rozhodčí: Park Sang-Gu (KOR) |

| 21. února 2001 19:00 UTC+3 |        |                |                                                                                        |
| Singapur                   | 0 – 1  | Kuvajt         | Kuwait National Stadium, Kuwait City diváci: 12 099 rozhodčí: Toshimitsu YoshIDN (JPN) |
|                            | Report | Al-Mutairi 52' | Kuwait National Stadium, Kuwait City diváci: 12 099 rozhodčí: Toshimitsu YoshIDN (JPN) |

| 24. února 2001 16:45 UTC+3 |        |            |                                                                                 |
| Kuvajt                     | 2 – 0  | Kyrgyzstán | Kuwait National Stadium, Kuwait City diváci: 8 000 rozhodčí: Zhang Yeduan (CHN) |
| Al Huwaidi 21' Laheeb 87'  | Report |            | Kuwait National Stadium, Kuwait City diváci: 8 000 rozhodčí: Zhang Yeduan (CHN) |

| 24. února 2001 19:00 UTC+3 |        |          |                                                                                   |
| Bahrajn                    | 2 – 0  | Singapur | Kuwait National Stadium, Kuwait City diváci: 800 rozhodčí: Youssuf Al Aqily (KSA) |
| Eid 40' Al Sadi 43'        | Report |          | Kuwait National Stadium, Kuwait City diváci: 800 rozhodčí: Youssuf Al Aqily (KSA) |

| 27. února 2001 16:45 UTC+3 |        |           |                                                                                          |
| Kyrgyzstán                 | 1 – 1  | Singapur  | Kuwait National Stadium, Kuwait City diváci: 25 099 rozhodčí: Mohammad Abdur Rakib (BAN) |
| Kovalenko 77'              | Report | Ratna 60' | Kuwait National Stadium, Kuwait City diváci: 25 099 rozhodčí: Mohammad Abdur Rakib (BAN) |

| 27. února 2001 19:00 UTC+3 |        |              |                                                                                  |
| Kuvajt                     | 0 – 1  | Bahrajn      | Kuwait National Stadium, Kuwait City diváci: 18 000 rozhodčí: Zhang Yeduan (CHN) |
|                            | Report | Mohammed 72' | Kuwait National Stadium, Kuwait City diváci: 18 000 rozhodčí: Zhang Yeduan (CHN) |

### Skupina 5
| Tým       | Z | V | R | P | GV | GI | +/- | B  |
| --------- | - | - | - | - | -- | -- | --- | -- |
| Thajsko   | 6 | 5 | 1 | 0 | 20 | 5  | +15 | 16 |
| Libanon   | 6 | 4 | 1 | 1 | 26 | 5  | +21 | 14 |
| Srí Lanka | 6 | 1 | 1 | 4 | 8  | 20 | -12 | 4  |
| Pákistán  | 6 | 0 | 1 | 5 | 5  | 29 | -24 | 1  |

| 13. května 2001 15:30 UTC+3                          |        |                 |                                                                              |
| Thajsko                                              | 4 – 2  | Srí Lanka       | Bejrút Municipal Stadium, Bejrút diváci: 1 000 rozhodčí: Gong Jianping (CHN) |
| Senamuang 46', 51' Chaiman 53' Damrong-Ongtrakul 84' | Report | Raheem 20', 50' | Bejrút Municipal Stadium, Bejrút diváci: 1 000 rozhodčí: Gong Jianping (CHN) |

| 13. května 2001 18:00 UTC+3                              |        |          |                                                                                  |
| Libanon                                                  | 6 – 0  | Pákistán | Bejrút Municipal Stadium, Bejrút diváci: 5 000 rozhodčí: Halim Abdul Hamid (MAS) |
| Zein 6', 32', 88' Hojeij 49' Santos 51' (pen.) Antar 90' | Report |          | Bejrút Municipal Stadium, Bejrút diváci: 5 000 rozhodčí: Halim Abdul Hamid (MAS) |

| 15. května 2001 18:00 UTC+3  |        |          |                                                                            |
| Thajsko                      | 3 – 0  | Pákistán | Bejrút Municipal Stadium, Bejrút diváci: 1 000 rozhodčí: Sabah Kasim (IRQ) |
| Piturat 35', 52' Chaiman 86' | Report |          | Bejrút Municipal Stadium, Bejrút diváci: 1 000 rozhodčí: Sabah Kasim (IRQ) |

| 15. května 2001 20:30 UTC+3          |        |           |                                                                                  |
| Libanon                              | 4 – 0  | Srí Lanka | Bejrút Municipal Stadium, Bejrút diváci: 4 000 rozhodčí: Halim Abdul Hamid (MAS) |
| Antar 44', 63' Hojeij 65' Kassas 90' | Report |           | Bejrút Municipal Stadium, Bejrút diváci: 4 000 rozhodčí: Halim Abdul Hamid (MAS) |

| 17. května 2001 18:00 UTC+3 |        |                                     |                                                                              |
| Pákistán                    | 3 – 3  | Srí Lanka                           | Bejrút Municipal Stadium, Bejrút diváci: 1 000 rozhodčí: Gong Jianping (CHN) |
| Zaman 45', 80', 85'         | Report | Raheem 45' Bandanage 72' Kassun 83' | Bejrút Municipal Stadium, Bejrút diváci: 1 000 rozhodčí: Gong Jianping (CHN) |

| 17. května 2001 20:30 UTC+3 |        |                           |                                                                               |
| Libanon                     | 1 – 2  | Thajsko                   | Bejrút Municipal Stadium, Bejrút diváci: 15 000 rozhodčí: Kim Young-Joo (KOR) |
| Jirasirichote 9' (vl.)      | Report | Piturat 15' Senamuang 27' | Bejrút Municipal Stadium, Bejrút diváci: 15 000 rozhodčí: Kim Young-Joo (KOR) |

| 26. května 2001 16:00 UTC+7 |        |                                                                               |                                                                                     |
| Pákistán                    | 1 – 8  | Libanon                                                                       | Suphachalasai Stadium, Bangkok diváci: 6 000 rozhodčí: S. Kumbalingam Kennedy (SIN) |
| Arshad 20'                  | Report | F. Antar 5' Ghazarian 10', 60' R. Antar 32', 42' Santos 46', 88' Marcílio 78' | Suphachalasai Stadium, Bangkok diváci: 6 000 rozhodčí: S. Kumbalingam Kennedy (SIN) |

| 26. května 2001 18:30 UTC+7 |        |                                   |                                                                             |
| Srí Lanka                   | 0 – 3  | Thajsko                           | Suphachalasai Stadium, Bangkok diváci: 10 000 rozhodčí: Zhang Jianjun (CHN) |
|                             | Report | Pituratana 37' Senamuang 50', 60' | Suphachalasai Stadium, Bangkok diváci: 10 000 rozhodčí: Zhang Jianjun (CHN) |

| 28. května 2001 16:00 UTC+7 |        |                                                                  |                                                                            |
| Srí Lanka                   | 0 – 5  | Libanon                                                          | Suphachalasai Stadium, Bangkok diváci: 6 000 rozhodčí: Zhang Jianjun (CHN) |
|                             | Report | Ghazarian 25' F. Antar 37' Marcílio 48' Zein 64' Yinkibarian 82' | Suphachalasai Stadium, Bangkok diváci: 6 000 rozhodčí: Zhang Jianjun (CHN) |

| 28. května 2001 18:30 UTC+7 |        |                                                             |                                                                                  |
| Pákistán                    | 0 – 6  | Thajsko                                                     | Suphachalasai Stadium, Bangkok diváci: 10 000 rozhodčí: Fareed Al-Marzouqi (UAE) |
|                             | Report | Senamuang 10', 51', 55', 74' Siriwong 78' Jirasirichote 83' | Suphachalasai Stadium, Bangkok diváci: 10 000 rozhodčí: Fareed Al-Marzouqi (UAE) |

| 30. května 2001 16:00 UTC+7   |        |          |                                                                              |
| Srí Lanka                     | 3 – 1  | Pákistán | Suphachalasai Stadium, Bangkok diváci: 8 000 rozhodčí: Viktor Kolpakov (KGZ) |
| Jayasuriya 6', 48' Channa 11' | Report | Riaz 9'  | Suphachalasai Stadium, Bangkok diváci: 8 000 rozhodčí: Viktor Kolpakov (KGZ) |

| 30. května 2001 18:30 UTC+7 |        |                          |                                                                             |
| Thajsko                     | 2 – 2  | Libanon                  | Suphachalasai Stadium, Bangkok diváci: 30 000 rozhodčí: Toru Kamikawa (JPN) |
| Pituratana 73' Sripan 77'   | Report | Ghazarian 35' Hojeij 87' | Suphachalasai Stadium, Bangkok diváci: 30 000 rozhodčí: Toru Kamikawa (JPN) |

### Skupina 6
| Tým        | Z | V | R | P | GV | GI | +/- | B  |
| ---------- | - | - | - | - | -- | -- | --- | -- |
| Irák       | 6 | 4 | 2 | 0 | 28 | 5  | +23 | 14 |
| Kazachstán | 6 | 4 | 2 | 0 | 20 | 2  | +18 | 14 |
| Nepál      | 6 | 2 | 0 | 4 | 13 | 25 | -12 | 6  |
| Macao      | 6 | 0 | 0 | 6 | 2  | 31 | -29 | 0  |

| 12. dubna 2001 17:00 UTC+3 |        |                                                                              |                                                                        |
| Nepál                      | 0 – 6  | Kazachstán                                                                   | Al-Shaab Stadium, Bagdád diváci: 45 000 rozhodčí: Mohammed Kousa (SYR) |
|                            | Report | Litvinenko 11', 28' Urazbakhtin 21' Lunev 73' Baltiev 75' Kadyrkulov 82' (p) | Al-Shaab Stadium, Bagdád diváci: 45 000 rozhodčí: Mohammed Kousa (SYR) |

| 12. dubna 2001 19:15 UTC+3                                |        |       |                                                                           |
| Irák                                                      | 8 – 0  | Macao | Al-Shaab Stadium, Bagdád diváci: 45 000 rozhodčí: Panya Hanlumyaung (THA) |
| Hesham 21', 31', 33', 35', 76' Khalaf 60', 83' Kadhim 88' | Report |       | Al-Shaab Stadium, Bagdád diváci: 45 000 rozhodčí: Panya Hanlumyaung (THA) |

| 14. dubna 2001 17:00 UTC+3               |        |       |                                                                       |
| Kazachstán                               | 3 – 0  | Macao | Al-Shaab Stadium, Bagdád diváci: 15 000 rozhodčí: Kim Tae-Young (KOR) |
| Avdeyev 11' Litvinenko 57' Gorovenka 68' | Report |       | Al-Shaab Stadium, Bagdád diváci: 15 000 rozhodčí: Kim Tae-Young (KOR) |

| 14. dubna 2001 19:15 UTC+3 |        |                                                                                          |                                                                      |
| Nepál                      | 1 – 9  | Irák                                                                                     | Al-Shaab Stadium, Bagdád diváci: 25 000 rozhodčí: Huang Junjie (CHN) |
| Rayamajhi 25'              | Report | Al-Hail 6' (p), 20' (p) Hesham 15', 59' Jaafar 21' Abdullah 36' Emad 55' Kadhim 65', 75' | Al-Shaab Stadium, Bagdád diváci: 25 000 rozhodčí: Huang Junjie (CHN) |

| 16. dubna 2001 17:00 UTC+3                  |        |            |                                                                         |
| Nepál                                       | 4 – 1  | Macao      | Al-Shaab Stadium, Bagdád diváci: 45 000 rozhodčí: Mohamed Senhoub (YEM) |
| Rayamajhi 18', 61' Thapa 31' Khadka 74' (p) | Report | Cheong 28' | Al-Shaab Stadium, Bagdád diváci: 45 000 rozhodčí: Mohamed Senhoub (YEM) |

| 16. dubna 2001 19:15 UTC+3 |        |                 |                                                                       |
| Kazachstán                 | 1 – 1  | Irák            | Al-Shaab Stadium, Bagdád diváci: 50 000 rozhodčí: Kim Tae-Young (KOR) |
| Baltiev 6'                 | Report | Al-Hail 31' (p) | Al-Shaab Stadium, Bagdád diváci: 50 000 rozhodčí: Kim Tae-Young (KOR) |

| 21. dubna 2001 16:00 UTC+6                        |        |       |                                                                                 |
| Kazachstán                                        | 4 – 0  | Nepál | Almaty Central Stadium, Almaty diváci: 15 000 rozhodčí: Abdulla Al Bannai (UAE) |
| Shevchenko 43', 73' Baltiev 69' (p) Gorovenka 87' | Report |       | Almaty Central Stadium, Almaty diváci: 15 000 rozhodčí: Abdulla Al Bannai (UAE) |

| 21. dubna 2001 19:00 UTC+7 |        |                                            |                                                                               |
| Macao                      | 0 – 5  | Irák                                       | Almaty Central Stadium, Almaty diváci: 8 000 rozhodčí: Mongkol Rungklay (THA) |
|                            | Report | Al-Hail 45', 80' Hassum 57', 90' Obeid 88' | Almaty Central Stadium, Almaty diváci: 8 000 rozhodčí: Mongkol Rungklay (THA) |

| 23. dubna 2001 16:00 UTC+7 |        |                                                |                                                                             |
| Macao                      | 0 – 5  | Kazachstán                                     | Almaty Central Stadium, Almaty diváci: 8 000 rozhodčí: Balu Sundarraj (IND) |
|                            | Report | Byakov 50', 70' Avdeyev 51', 72' Gorovenka 83' | Almaty Central Stadium, Almaty diváci: 8 000 rozhodčí: Balu Sundarraj (IND) |

| 23. dubna 2001 19:00 UTC+7                |        |                          |                                                                                     |
| Irák                                      | 4 – 2  | Nepál                    | Almaty Central Stadium, Almaty diváci: 5 000 rozhodčí: Subkhiddin Mohd Salleh (MAS) |
| Obeid 27' Al-Hail 30' Emad 33' Mhasen 54' | Report | Khadka 37' Rayamajhi 63' | Almaty Central Stadium, Almaty diváci: 5 000 rozhodčí: Subkhiddin Mohd Salleh (MAS) |

| 25. dubna 2001 16:00 UTC+7 |        |                                                         |                                                                             |
| Macao                      | 1 – 6  | Nepál                                                   | Almaty Central Stadium, Almaty diváci: 12 000 rozhodčí: Masoud Moradi (IRN) |
| Leong 50'                  | Report | Rayamajhi 38', 49', 56' Maharjan 52' Lama 67' Thapa 90' | Almaty Central Stadium, Almaty diváci: 12 000 rozhodčí: Masoud Moradi (IRN) |

| 25. dubna 2001 19:00 UTC+7 |        |                |                                                                                |
| Irák                       | 1 – 1  | Kazachstán     | Almaty Central Stadium, Almaty diváci: 25 000 rozhodčí: Mongkol Rungklay (THA) |
| Majid 42'                  | Report | Litvinenko 32' | Almaty Central Stadium, Almaty diváci: 25 000 rozhodčí: Mongkol Rungklay (THA) |

### Skupina 7
| Tým          | Z | V | R | P | GV | GI | +/- | B  |
| ------------ | - | - | - | - | -- | -- | --- | -- |
| Uzbekistán   | 6 | 4 | 2 | 0 | 20 | 5  | +15 | 14 |
| Turkmenistán | 6 | 4 | 0 | 2 | 12 | 7  | +5  | 12 |
| Jordánsko    | 6 | 2 | 2 | 2 | 12 | 7  | +5  | 8  |
| Tchaj-wan    | 6 | 0 | 0 | 6 | 0  | 25 | -25 | 0  |

| 23. dubna 2001 16:00 UTC+5 |        |           |                                                                                  |
| Turkmenistán               | 2 – 0  | Jordánsko | Pakhtakor Markaziy Stadium, Taškent diváci: 6 000 rozhodčí: Kwon Jong-Chul (KOR) |
| Meredov 52' Agabaýew 81'   | Report |           | Pakhtakor Markaziy Stadium, Taškent diváci: 6 000 rozhodčí: Kwon Jong-Chul (KOR) |

| 23. dubna 2001 19:00 UTC+5                                          |        |           |                                                                                      |
| Uzbekistán                                                          | 7 – 0  | Tchaj-wan | Pakhtakor Markaziy Stadium, Taškent diváci: 45 000 rozhodčí: Mohamed Al Saeedi (UAE) |
| Irismetov 3', 23', 68', 74' Dionisiyev 21' Maminov 35' Georgiev 43' | Report |           | Pakhtakor Markaziy Stadium, Taškent diváci: 45 000 rozhodčí: Mohamed Al Saeedi (UAE) |

| 25. dubna 2001 16:00 UTC+5 |        |                            |                                                                                       |
| Tchaj-wan                  | 0 – 2  | Jordánsko                  | Pakhtakor Markaziy Stadium, Taškent diváci: 5 000 rozhodčí: Yoshitsugu Katayama (JPN) |
|                            | Report | Al Laham 16' Shelbaieh 57' | Pakhtakor Markaziy Stadium, Taškent diváci: 5 000 rozhodčí: Yoshitsugu Katayama (JPN) |

| 25. dubna 2001 19:00 UTC+5 |        |              |                                                                                 |
| Uzbekistán                 | 1 – 0  | Turkmenistán | Pakhtakor Markaziy Stadium, Taškent diváci: 55 000 rozhodčí: Jalal Moradi (IRN) |
| Qosimov 63'                | Report |              | Pakhtakor Markaziy Stadium, Taškent diváci: 55 000 rozhodčí: Jalal Moradi (IRN) |

| 27. dubna 2001 16:00 UTC+5 |        |                                                                  |                                                                                  |
| Tchaj-wan                  | 0 – 5  | Turkmenistán                                                     | Pakhtakor Markaziy Stadium, Taškent diváci: 6 000 rozhodčí: Kwon Jong-Chul (KOR) |
|                            | Report | Goçgulyýew 5' (p) Meredov 44' Gogoladze 53', 62' Borodolimov 72' | Pakhtakor Markaziy Stadium, Taškent diváci: 6 000 rozhodčí: Kwon Jong-Chul (KOR) |

| 27. dubna 2001 19:00 UTC+5   |        |                         |                                                                                         |
| Uzbekistán                   | 2 – 2  | Jordánsko               | Pakhtakor Markaziy Stadium, Taškent diváci: 55 000 rozhodčí: Ahmad Khalidi Supian (MAS) |
| Maminov 53' (p) Shirshov 65' | Report | Al-Shagran 13' Touk 24' | Pakhtakor Markaziy Stadium, Taškent diváci: 55 000 rozhodčí: Ahmad Khalidi Supian (MAS) |

| 03. května 2001 17:30 UTC+3                                     |        |           |                                                                                         |
| Jordánsko                                                       | 6 – 0  | Tchaj-wan | Ammán International Stadium, Ammán diváci: 8 000 rozhodčí: Selearajen Subramaniam (MAS) |
| Touk 45', 49' (p) Al-Shagran 61' Al Awadat 85' Aldayeh 87', 89' | Report |           | Ammán International Stadium, Ammán diváci: 8 000 rozhodčí: Selearajen Subramaniam (MAS) |

| 03. května 2001 20:00 UTC+3 |        |                                                                      |                                                                                      |
| Turkmenistán                | 2 – 5  | Uzbekistán                                                           | Ammán International Stadium, Ammán diváci: 800 rozhodčí: Deshapryia Arambekade (SRI) |
| Baýramow 42', 44'           | Report | Qosimov 21' (p) Irismetov 35' Bakayev 48' Akopyants 82' Georgiev 88' | Ammán International Stadium, Ammán diváci: 800 rozhodčí: Deshapryia Arambekade (SRI) |

| 05. května 2001 17:30 UTC+3 |        |                                     |                                                                             |
| Tchaj-wan                   | 0 – 4  | Uzbekistán                          | Ammán International Stadium, Ammán diváci: 400 rozhodčí: Khaled Sadeq (KUW) |
|                             | Report | Irismetov 14', 90' Qosimov 56', 58' | Ammán International Stadium, Ammán diváci: 400 rozhodčí: Khaled Sadeq (KUW) |

| 05. května 2001 20:00 UTC+3 |        |                            |                                                                                     |
| Jordánsko                   | 1 – 2  | Turkmenistán               | Ammán International Stadium, Ammán diváci: 4 000 rozhodčí: Santhan Nagalingam (SIN) |
| Touk 7'                     | Report | Gogoladze 25' Durdyýew 85' | Ammán International Stadium, Ammán diváci: 4 000 rozhodčí: Santhan Nagalingam (SIN) |

| 07. května 2001 17:30 UTC+3 |        |           |                                                                              |
| Turkmenistán                | 1 – 0  | Tchaj-wan | Ammán International Stadium, Ammán diváci: 20 rozhodčí: Hiroshi Tanabe (JPN) |
| Gogoladze 37'               | Report |           | Ammán International Stadium, Ammán diváci: 20 rozhodčí: Hiroshi Tanabe (JPN) |

| 07. května 2001 20:00 UTC+3 |        |                 |                                                                             |
| Jordánsko                   | 1 – 1  | Uzbekistán      | Ammán International Stadium, Ammán diváci: 100 rozhodčí: Khaled Sadeq (KUW) |
| Touk 54' (p)                | Report | Maminov 77' (p) | Ammán International Stadium, Ammán diváci: 100 rozhodčí: Khaled Sadeq (KUW) |

### Skupina 8
| Tým    | Z | V | R | P | GV | GI | +/- | B  |
| ------ | - | - | - | - | -- | -- | --- | -- |
| SAE    | 6 | 4 | 0 | 2 | 21 | 5  | +16 | 12 |
| Jemen  | 6 | 3 | 2 | 1 | 14 | 8  | +6  | 11 |
| Indie  | 6 | 3 | 2 | 1 | 11 | 5  | +6  | 11 |
| Brunej | 6 | 0 | 0 | 6 | 0  | 28 | -28 | 0  |

| 07. dubna 2001 20:15 UTC+7 |        |                                                 |                                                                                              |
| Brunej                     | 0 – 5  | Jemen                                           | Sultan Hassal Bolkiah Stadium, Bandar Seri Begawan diváci: 6 000 rozhodčí: Hsu Chao-Lo (TPE) |
|                            | Report | Ahmed 8' Abdullah 52' Awad 82' Al-Nono 86', 88' | Sultan Hassal Bolkiah Stadium, Bandar Seri Begawan diváci: 6 000 rozhodčí: Hsu Chao-Lo (TPE) |

| 08. dubna 2001 16:00 UTC+5:30 |        |     |                                                                        |
| Indie                         | 1 – 0  | SAE | Bangalore Stadium, Bangalore diváci: 12 000 rozhodčí: Sun Baojie (CHN) |
| Alberto 71'                   | Report |     | Bangalore Stadium, Bangalore diváci: 12 000 rozhodčí: Sun Baojie (CHN) |

| 14. dubna 2001 20:15 UTC+7 |        | | |
| Brunej                     | 0 – 12 | SAE | Sultan Hassal Bolkiah Stadium, Bandar Seri Begawan diváci: 1 000 rozhodčí: Fong Yau Fat Jame (HKG) |
|                            | Report | Salem Ali 1', 58', 67', 75', 81' Omar 12', 45' Hussain 27' Khater 38' Jumaa 49' Momin 50' (vl.) Masoud 90' | Sultan Hassal Bolkiah Stadium, Bandar Seri Begawan diváci: 1 000 rozhodčí: Fong Yau Fat Jame (HKG) |

| 15. dubna 2001 16:00 UTC+5:30 |        |                 |                                                                             |
| Indie                         | 1 – 1  | Jemen           | Bangalore Stadium, Bangalore diváci: 21 000 rozhodčí: Chalach Piromya (THA) |
| Bhutia 53'                    | Report | Al Ghurbani 43' | Bangalore Stadium, Bangalore diváci: 21 000 rozhodčí: Chalach Piromya (THA) |

| 26. dubna 2001 19:30 UTC+4 |        |       | |
| SAE                        | 1 – 0  | Indie | Sheikh Khalifa International Stadium, Al Ain City diváci: 12 000 rozhodčí: Halim Abdul Hamid (MAS) |
| Khater 63'                 | Report |       | Sheikh Khalifa International Stadium, Al Ain City diváci: 12 000 rozhodčí: Halim Abdul Hamid (MAS) |

| 27. dubna 2001 16:00 UTC+3 |        |        |                                                                                     |
| Jemen                      | 1 – 0  | Brunej | Althawra Sports City Stadium, San‘a’ diváci: 30 000 rozhodčí: Jassem Al-Khori (QAT) |
| Al Ghurbani 75'            | Report |        | Althawra Sports City Stadium, San‘a’ diváci: 30 000 rozhodčí: Jassem Al-Khori (QAT) |

| 04. května 2001 16:00 UTC+3 |        |                              |                                                                                      |
| Jemen                       | 3 – 3  | Indie                        | Althawra Sports City Stadium, San‘a’ diváci: 25 000 rozhodčí: Suleman Abo Allo (SYR) |
| Al-Salemi 13' (p), 20', 62' | Report | Ancheri 16', 38' Vijayan 51' | Althawra Sports City Stadium, San‘a’ diváci: 25 000 rozhodčí: Suleman Abo Allo (SYR) |

| 04. května 2001 19:30 UTC+4               |        |        |                                                                                                   |
| SAE                                       | 4 – 0  | Brunej | Sheikh Khalifa International Stadium, Al Ain City diváci: 7 000 rozhodčí: Menfi Redha Falah (IRQ) |
| Salem Ali 20', 50' Al Kass 70' Khalil 86' | Report |        | Sheikh Khalifa International Stadium, Al Ain City diváci: 7 000 rozhodčí: Menfi Redha Falah (IRQ) |

| 11. května 2001 16:00 UTC+3 |        |             |                                                                                      |
| Jemen                       | 2 – 1  | SAE         | Althawra Sports City Stadium, San‘a’ diváci: 17 000 rozhodčí: Mohammad Mansour (LIB) |
| Al Ghurbani 52' Al-Nono 73' | Report | Al Kass 44' | Althawra Sports City Stadium, San‘a’ diváci: 17 000 rozhodčí: Mohammad Mansour (LIB) |

| 11. května 2001 20:15 UTC+7 |        |             |                                                                                                 |
| Brunej                      | 0 – 1  | Indie       | Sultan Hassal Bolkiah Stadium, Bandar Seri Begawan diváci: 4 000 rozhodčí: Hassan Al Ajmi (OMA) |
|                             | Report | Ancheri 75' | Sultan Hassal Bolkiah Stadium, Bandar Seri Begawan diváci: 4 000 rozhodčí: Hassan Al Ajmi (OMA) |

| 18. května 2001 19:30 UTC+4    |        |                           |                                                                                               |
| SAE                            | 3 – 2  | Jemen                     | Sheikh Khalifa International Stadium, Al Ain City diváci: 20 000 rozhodčí: Qasem Shaban (KUW) |
| Al Kass 37', 40' Salem Ali 45' | Report | Al-Nono 39' Al-Salemi 61' | Sheikh Khalifa International Stadium, Al Ain City diváci: 20 000 rozhodčí: Qasem Shaban (KUW) |

| 20. května 2001 16:00 UTC+5:30                               |        |        |                                                                           |
| Indie                                                        | 5 – 0  | Brunej | Bangalore Stadium, Bangalore diváci: 7 000 rozhodčí: Nail Lutfullin (UZB) |
| Alberto 12' Vijayan 23' Bhutia 35' (p) Ancheri 59' Hakim 80' | Report |        | Bangalore Stadium, Bangalore diváci: 7 000 rozhodčí: Nail Lutfullin (UZB) |

### Skupina 9
| Tým       | Z | V | R | P | GV | GI | +/- | B  |
| --------- | - | - | - | - | -- | -- | --- | -- |
| Čína      | 6 | 6 | 0 | 0 | 25 | 3  | +22 | 18 |
| Indonésie | 6 | 4 | 0 | 2 | 16 | 7  | +9  | 12 |
| Maledivy  | 6 | 1 | 1 | 4 | 8  | 19 | -11 | 4  |
| Kambodža  | 6 | 0 | 1 | 5 | 2  | 22 | -20 | 1  |

| 01. dubna 2001 16:00 UTC+5                             |        |          |                                                                                     |
| Maledivy                                               | 6 – 0  | Kambodža | Rasmee Dhandu Stadium, Malé diváci: 11 850 rozhodčí: Abayawansa Mahasena Yapa (SRI) |
| Umar 33', 79' Abdulativ 52', 90' Shiham 68' Luthfy 82' | Report |          | Rasmee Dhandu Stadium, Malé diváci: 11 850 rozhodčí: Abayawansa Mahasena Yapa (SRI) |

| 08. dubna 2001 16:00 UTC+7                                   |        |          |                                                                               |
| Indonésie                                                    | 5 – 0  | Maledivy | Bung Karno Stadium, Jakarta diváci: 30 000 rozhodčí: Santhan Nagalingam (SIN) |
| Setyabudi 7' Yulianto 13' Sakti 51' Nawawi 61' Pamungkas 67' | Report |          | Bung Karno Stadium, Jakarta diváci: 30 000 rozhodčí: Santhan Nagalingam (SIN) |

| 15. dubna 2001 15:30 UTC+7 |        |            |                                                                                              |
| Kambodža                   | 1 – 1  | Maledivy   | Phnom Penh National Olympic Stadium, Phnom Penh diváci: 3 000 rozhodčí: U Tun Hla Aung (MYA) |
| Makara 78'                 | Report | Naseem 67' | Phnom Penh National Olympic Stadium, Phnom Penh diváci: 3 000 rozhodčí: U Tun Hla Aung (MYA) |

| 22. dubna 2001 16:00 UTC+7                                   |        |          |                                                                         |
| Indonésie                                                    | 6 – 0  | Kambodža | Bung Karno Stadium, Jakarta diváci: 32 000 rozhodčí: Jerry Andres (PHI) |
| Nasa 26' (vl.) Nawawi 42', 46', 71' Tecuari 73' Yulianto 76' | Report |          | Bung Karno Stadium, Jakarta diváci: 32 000 rozhodčí: Jerry Andres (PHI) |

| 22. dubna 2001 19:00 UTC+8                                                                                     |        |            |                                                                             |
| Čína | 10 – 1 | Maledivy   | Shaanxi Province Stadium, Xi'an diváci: 42 000 rozhodčí: Kim Jong Sik (PRK) |
| Xu Yunlong 12', 45' Wu Chengying 18' Xie Hui 42', 50', 63' Fan Zhiyi 52', 74' (p) Yang Chen 61' Li Weifeng 89' | Report | Jameel 61' | Shaanxi Province Stadium, Xi'an diváci: 42 000 rozhodčí: Kim Jong Sik (PRK) |

| 28. dubna 2001 16:00 UTC+5 |        |             |                                                                          |
| Maledivy                   | 0 – 1  | Čína        | Rasmee Dhandu Stadium, Malé diváci: 12 000 rozhodčí: Omar Abu Loom (JOR) |
|                            | Report | Xie Hui 44' | Rasmee Dhandu Stadium, Malé diváci: 12 000 rozhodčí: Omar Abu Loom (JOR) |

| 29. dubna 2001 15:30 UTC+7 |        |                              |                                                                                               |
| Kambodža                   | 0 – 2  | Indonésie                    | Phnom Penh National Olympic Stadium, Phnom Penh diváci: 7 000 rozhodčí: Michael Andrews (IND) |
|                            | Report | Purdjianto 78' Pamungkas 87' | Phnom Penh National Olympic Stadium, Phnom Penh diváci: 7 000 rozhodčí: Michael Andrews (IND) |

| 06. května 2001 15:30 UTC+7 |        |                                          |                                                                                                  |
| Kambodža                    | 0 – 4  | Čína                                     | Phnom Penh National Olympic Stadium, Phnom Penh diváci: 7 000 rozhodčí: Tayeb Shamsuzzaman (BAN) |
|                             | Report | Li Jinyu 5', 63' Qu Bo 43' Ma Mingyu 58' | Phnom Penh National Olympic Stadium, Phnom Penh diváci: 7 000 rozhodčí: Tayeb Shamsuzzaman (BAN) |

| 06. května 2001 16:00 UTC+5 |        |                         |                                                                                    |
| Maledivy                    | 0 – 2  | Indonésie               | Rasmee Dhandu Stadium, Malé diváci: 11 576 rozhodčí: Sultan Mujalli Al Aalaq (BHR) |
|                             | Report | Yulianto 10' Sofyan 50' | Rasmee Dhandu Stadium, Malé diváci: 11 576 rozhodčí: Sultan Mujalli Al Aalaq (BHR) |

| 13. května 2001 15:15 UTC+8                               |        |              |                                                                                     |
| Čína                                                      | 5 – 1  | Indonésie    | Kunming Tuodong Sports Center, Kunming diváci: 37 000 rozhodčí: Toru Kamikawa (JPN) |
| Li Weifeng 50' Yang Chen 22' Xie Hui 71', 90' Qi Hong 82' | Report | Yulianto 40' | Kunming Tuodong Sports Center, Kunming diváci: 37 000 rozhodčí: Toru Kamikawa (JPN) |

| 20. května 2001 19:30 UTC+8            |        |            |                                                                                   |
| Čína                                   | 3 – 1  | Kambodža   | Guangdong Olympic Stadium, Guangzhou diváci: 27 000 rozhodčí: Buddhi Gurung (NEP) |
| Ma Mingyu 5' Xu Yunlong 22' Li Bin 87' | Report | Makara 12' | Guangdong Olympic Stadium, Guangzhou diváci: 27 000 rozhodčí: Buddhi Gurung (NEP) |

| 27. května 2001 16:00 UTC+7 |        |                              |                                                                                 |
| Indonésie                   | 0 – 2  | Čína                         | Bung Karno Stadium, Jakarta diváci: 50 000 rozhodčí: Saad Kamil Al-Fadhli (KUW) |
|                             | Report | Xie Hui 45' Wu Chengying 69' | Bung Karno Stadium, Jakarta diváci: 50 000 rozhodčí: Saad Kamil Al-Fadhli (KUW) |

### Skupina 10
| Tým            | Z | V | R | P | GV | GI | +/- | B  |
| -------------- | - | - | - | - | -- | -- | --- | -- |
| Saúdská Arábie | 6 | 6 | 0 | 0 | 30 | 0  | +30 | 18 |
| Vietnam        | 6 | 3 | 1 | 2 | 9  | 9  | 0   | 10 |
| Bangladéš      | 6 | 1 | 2 | 3 | 5  | 15 | -10 | 5  |
| Mongolsko      | 6 | 0 | 1 | 5 | 2  | 22 | -20 | 1  |

| 08. února 2001 18:30 UTC+3 |        |           |                                                                                           |
| Vietnam                    | 0 – 0  | Bangladéš | Prince Mohamed bin Fahd Stadium, Dammam diváci: 3 099 rozhodčí: Abdullah Al-Harrasi (OMA) |
|                            | Report |           | Prince Mohamed bin Fahd Stadium, Dammam diváci: 3 099 rozhodčí: Abdullah Al-Harrasi (OMA) |

| 08. února 2001 20:30 UTC+3                                          |        |           |                                                                                       |
| Saúdská Arábie                                                      | 6 – 0  | Mongolsko | Prince Mohamed bin Fahd Stadium, Dammam diváci: 12 000 rozhodčí: Jassim Al Hail (QAT) |
| Al-Shalhoub 10', 25' Al-Dosari 23' Sulaimani 30', 59' Al-Otaibi 71' | Report |           | Prince Mohamed bin Fahd Stadium, Dammam diváci: 12 000 rozhodčí: Jassim Al Hail (QAT) |

| 10. února 2001 18:30 UTC+3 |        |                |                                                                                          |
| Mongolsko                  | 0 – 1  | Vietnam        | Prince Mohamed bin Fahd Stadium, Dammam diváci: 1 000 rozhodčí: Ibrahim Abu Elaish (PLE) |
|                            | Report | Nguyen 45' (p) | Prince Mohamed bin Fahd Stadium, Dammam diváci: 1 000 rozhodčí: Ibrahim Abu Elaish (PLE) |

| 10. února 2001 20:30 UTC+3 |        |                                 |                                                                                          |
| Bangladéš                  | 0 – 3  | Saúdská Arábie                  | Prince Mohamed bin Fahd Stadium, Dammam diváci: 5 000 rozhodčí: Fareed Al-Marzouqi (UAE) |
|                            | Report | Al-Meshal 30', 85' Al-Jaber 63' | Prince Mohamed bin Fahd Stadium, Dammam diváci: 5 000 rozhodčí: Fareed Al-Marzouqi (UAE) |

| 10. února 2001 18:30 UTC+3 |        |                            |                                                                                        |
| Mongolsko                  | 0 – 3  | Bangladéš                  | Prince Mohamed bin Fahd Stadium, Dammam diváci: 2 000 rozhodčí: Abdul Al-Khamesy (YEM) |
|                            | Report | Alfaz 41', 60' Kanchan 85' | Prince Mohamed bin Fahd Stadium, Dammam diváci: 2 000 rozhodčí: Abdul Al-Khamesy (YEM) |

| 10. února 2001 20:30 UTC+3                |        |         |                                                                                                |
| Saúdská Arábie                            | 5 –0   | Vietnam | Prince Mohamed bin Fahd Stadium, Dammam diváci: 3 000 rozhodčí: Jaafaar Mahdi Al-Khabbaz (BHR) |
| Al-Meshal 17', 88' Al-Jaber 29', 70', 90' | Report |         | Prince Mohamed bin Fahd Stadium, Dammam diváci: 3 000 rozhodčí: Jaafaar Mahdi Al-Khabbaz (BHR) |

| 15. února 2001 18:30 UTC+3 |        |                                                                               |                                                                                     |
| Mongolsko                  | 0 – 6  | Saúdská Arábie                                                                | Prince Mohamed bin Fahd Stadium, Dammam diváci: 5 000 rozhodčí: Salem Mujghef (JOR) |
|                            | Report | Al-Jaber 20' Al-Shalhoub 24' Al-Meshal 28' Al-Dosari 40', 86' Al-Khilaiwi 76' | Prince Mohamed bin Fahd Stadium, Dammam diváci: 5 000 rozhodčí: Salem Mujghef (JOR) |

| 15. února 2001 20:30 UTC+3 |        |                                                                      |                                                                                            |
| Bangladéš                  | 0 – 4  | Vietnam                                                              | Prince Mohamed bin Fahd Stadium, Dammam diváci: 3 000 rozhodčí: Saeed Bathaei Naeeni (IRN) |
|                            | Report | Nguyen Van Sy 65' Nguyen Hong Son 73', 87' (p) Nguyễn Trung Vĩnh 77' | Prince Mohamed bin Fahd Stadium, Dammam diváci: 3 000 rozhodčí: Saeed Bathaei Naeeni (IRN) |

| 17. února 2001 18:30 UTC+3                         |        |           |                                                                                          |
| Vietnam                                            | 4 – 0  | Mongolsko | Prince Mohamed bin Fahd Stadium, Dammam diváci: 1 000 rozhodčí: Fareed Al-Marzouqi (UAE) |
| Nguyen Luong Phuc 3', 87' Nguyen Hong Son 15', 21' | Report |           | Prince Mohamed bin Fahd Stadium, Dammam diváci: 1 000 rozhodčí: Fareed Al-Marzouqi (UAE) |

| 17. února 2001 20:30 UTC+3                           |        |           |                                                                                            |
| Saúdská Arábie                                       | 6 – 0  | Bangladéš | Prince Mohamed bin Fahd Stadium, Dammam diváci: 15 000 rozhodčí: Abdullah Al-Harrasi (OMA) |
| Harthi 5' Al-Meshal 27', 28', 43' Al-Dosari 33', 38' | Report |           | Prince Mohamed bin Fahd Stadium, Dammam diváci: 15 000 rozhodčí: Abdullah Al-Harrasi (OMA) |

| 19. února 2001 18:30 UTC+3 |        |                            |                                                                                            |
| Bangladéš                  | 2 – 2  | Mongolsko                  | Prince Mohamed bin Fahd Stadium, Dammam diváci: 2 099 rozhodčí: Saeed Bathaei Naeeni (IRN) |
| Sujan 80', 82'             | Report | Davaa 36' Buman-Uchral 90' | Prince Mohamed bin Fahd Stadium, Dammam diváci: 2 099 rozhodčí: Saeed Bathaei Naeeni (IRN) |

| 19. února 2001 20:30 UTC+3 |        |                                       |                                                                                     |
| Vietnam                    | 0 – 4  | Saúdská Arábie                        | Prince Mohamed bin Fahd Stadium, Dammam diváci: 8 000 rozhodčí: Salem Mujghef (JOR) |
|                            | Report | Al-Meshal 31', 71', 79' Al-Dosari 88' | Prince Mohamed bin Fahd Stadium, Dammam diváci: 8 000 rozhodčí: Salem Mujghef (JOR) |

## Druhá fáze

### Skupina A
| Tým            | Z | V | R | P | GV | GI | +/- | B  |
| -------------- | - | - | - | - | -- | -- | --- | -- |
| Saúdská Arábie | 8 | 5 | 2 | 1 | 17 | 8  | +9  | 17 |
| Írán           | 8 | 4 | 3 | 1 | 10 | 7  | +3  | 15 |
| Bahrajn        | 8 | 2 | 4 | 2 | 8  | 9  | -1  | 10 |
| Irák           | 8 | 2 | 1 | 5 | 9  | 10 | -1  | 7  |
| Thajsko        | 8 | 0 | 4 | 4 | 5  | 15 | -10 | 4  |

- Saúdská Arábie postoupila na Mistrovství světa ve fotbale 2002.
- Írán postoupil do baráže o 3. místo.

| 17. srpna 2001 20:00 UTC+4                    |        |         |                                                                         |
| Irák                                          | 4 – 0  | Thajsko | Al-Shaab Stadium, Bagdád diváci: 20 000 rozhodčí: Masayoshi Okada (JPN) |
| Mohammed 23' 76' Emad Mohammed 70' Husein 86' | Report |         | Al-Shaab Stadium, Bagdád diváci: 20 000 rozhodčí: Masayoshi Okada (JPN) |

| 17. srpna 2001 20:30 UTC+3 |        |             |                                                                                           |
| Saúdská Arábie             | 1 – 1  | Bahrajn     | Prince Faisal bin Fahd Stadium, Rijád diváci: 45 000 rozhodčí: Saad Kamil Al-Fadhli (KUW) |
| Al-Dosari 84'              | Report | Salmeen 18' | Prince Faisal bin Fahd Stadium, Rijád diváci: 45 000 rozhodčí: Saad Kamil Al-Fadhli (KUW) |

| 23. srpna 2001 18:30 UTC+3 |        |      |                                                                             |
| Bahrajn                    | 2 – 0  | Irák | Bahrain National Stadium, Manama diváci: 35 000 rozhodčí: Khaled Dalu (SYR) |
| Yousef 58' Alkhwari 82'    | Report |      | Bahrain National Stadium, Manama diváci: 35 000 rozhodčí: Khaled Dalu (SYR) |

| 24. srpna 2001 19:15 UTC+4:30 |        |                |                                                                       |
| Írán                          | 2 – 0  | Saúdská Arábie | Azadi Stadium, Teherán diváci: 120 000 rozhodčí: Simon Micallef (AUS) |
| Daei 54' (p), 64'             | Report |                | Azadi Stadium, Teherán diváci: 120 000 rozhodčí: Simon Micallef (AUS) |

| 31. srpna 2001 20:30 UTC+3 |        |      |                                                                        |
| Saúdská Arábie             | 1 – 0  | Irák | Bahrain National Stadium, Manama diváci: 10 000 rozhodčí: Lu Jun (CHN) |
| Al-Dosari 45'              | Report |      | Bahrain National Stadium, Manama diváci: 10 000 rozhodčí: Lu Jun (CHN) |

| 01. září 2001 18:30 UTC+7 |        |      |                                                                         |
| Thajsko                   | 0 – 0  | Írán | Rajamangala Stadium, Bangkok diváci: 30 000 rozhodčí: Ali Bujsaim (UAE) |
|                           | Report |      | Rajamangala Stadium, Bangkok diváci: 30 000 rozhodčí: Ali Bujsaim (UAE) |

| 01. září 2001 18:30 UTC+3 |        |               |                                                                               |
| Bahrajn                   | 1 – 1  | Thajsko       | Bahrain National Stadium, Manama diváci: 35 000 rozhodčí: Kim Tae-Young (KOR) |
| Al-Dossari 16'            | Report | Senamuang 64' | Bahrain National Stadium, Manama diváci: 35 000 rozhodčí: Kim Tae-Young (KOR) |

| 07. září 2001 20:00 UTC+4 |        |                     |                                                                      |
| Irák                      | 1 – 2  | Írán                | Al-Shaab Stadium, Bagdád diváci: 40 000 rozhodčí: Felipe Ramos (MEX) |
| Emad Mohammed 20'         | Report | Karimi 30' Daei 84' | Al-Shaab Stadium, Bagdád diváci: 40 000 rozhodčí: Felipe Ramos (MEX) |

| 14. září 2001 17:30 UTC+4:30 |        |         |                                                                              |
| Írán                         | 0 – 0  | Bahrajn | Azadi Stadium, Teherán diváci: 50 000 rozhodčí: Subkhiddin Mohd Salleh (MAS) |
|                              | Report |         | Azadi Stadium, Teherán diváci: 50 000 rozhodčí: Subkhiddin Mohd Salleh (MAS) |

| 15. září 2001 18:30 UTC+7 |        |                                           |                                                                           |
| Thajsko                   | 1 – 3  | Saúdská Arábie                            | Rajamangala Stadium, Bangkok diváci: 18 000 rozhodčí: Naotsugu Fuse (JPN) |
| Pituratana 28'            | Report | Al-Jaber 47' Bin Shehan 63' Al-Dosari 70' | Rajamangala Stadium, Bangkok diváci: 18 000 rozhodčí: Naotsugu Fuse (JPN) |

| 21. září 2001 18:30 UTC+3 |        |                                                        |                                                                             |
| Bahrajn                   | 0 – 4  | Saúdská Arábie                                         | Bahrain National Stadium, Manama diváci: 35 000 rozhodčí: Ali Bujsaim (UAE) |
|                           | Report | Al-Dosari 26' Bin Shehan 28' Al-Waked 41' Al-Jaber 89' | Bahrain National Stadium, Manama diváci: 35 000 rozhodčí: Ali Bujsaim (UAE) |

| 22. září 2001 18:30 UTC+7 |        |                   |                                                                        |
| Thajsko                   | 1 – 1  | Irák              | Rajamangala Stadium, Bangkok diváci: 17 000 rozhodčí: Sun Baojie (CHN) |
| Suksomkit 38'             | Report | Emad Mohammed 63' | Rajamangala Stadium, Bangkok diváci: 17 000 rozhodčí: Sun Baojie (CHN) |

| 28. září 2001 20:00 UTC+4 |        |         |                                                                       |
| Irák                      | 1 – 0  | Bahrajn | Al-Shaab Stadium, Bagdád diváci: 15 000 rozhodčí: Kim Young-Joo (KOR) |
| Emad Mohammed 10'         | Report |         | Al-Shaab Stadium, Bagdád diváci: 15 000 rozhodčí: Kim Young-Joo (KOR) |

| 28. září 2001 20:30 UTC+3 |        |                           |                                                                                               |
| Saúdská Arábie            | 2 – 2  | Írán                      | Prince Abdullah al-Faisal Stadium, Jeddah diváci: 30 000 rozhodčí: Carlos Eugênio Simon (BRA) |
| Al-Waked 20' Al-Yami 59'  | Report | Daei 42' Dinmohammadi 84' | Prince Abdullah al-Faisal Stadium, Jeddah diváci: 30 000 rozhodčí: Carlos Eugênio Simon (BRA) |

| 05. října 2001 16:00 UTC+4:30 |        |         |                                                                       |
| Írán                          | 1 – 0  | Thajsko | Azadi Stadium, Teherán diváci: 75 000 rozhodčí: Taj Addin Fares (SYR) |
| Nikbakht 32'                  | Report |         | Azadi Stadium, Teherán diváci: 75 000 rozhodčí: Taj Addin Fares (SYR) |

| 05. října 2001 18:00 UTC+3 |        |                |                                                                              |
| Irák                       | 1 – 2  | Saúdská Arábie | Ammán International Stadium, Ammán diváci: 17 000 rozhodčí: Óscar Ruiz (COL) |
| Al-Hail 31'                | Report | Shehan 1', 77' | Ammán International Stadium, Ammán diváci: 17 000 rozhodčí: Óscar Ruiz (COL) |

| 12. října 2001 16:00 UTC+4:30 |        |           |                                                                      |
| Írán                          | 2 – 1  | Irák      | Azadi Stadium, Teherán diváci: 100 000 rozhodčí: Kim Young-Joo (KOR) |
| Mahdavikia 27' Karimi 71'     | Report | Drain 52' | Azadi Stadium, Teherán diváci: 100 000 rozhodčí: Kim Young-Joo (KOR) |

| 16. října 2001 15:30 UTC+7 |        |             |                                                                               |
| Thajsko                    | 1 – 1  | Bahrajn     | Rajamangala Stadium, Bangkok diváci: 20 000 rozhodčí: Halim Abdul Hamid (MAS) |
| Srimaka 21'                | Report | Ahmed 90+3' | Rajamangala Stadium, Bangkok diváci: 20 000 rozhodčí: Halim Abdul Hamid (MAS) |

| 21. října 2001 20:30 UTC+3                          |        |             |                                                                                 |
| Saúdská Arábie                                      | 4 – 1  | Thajsko     | Prince Faisal bin Fahd Stadium, Rijád diváci: 27 000 rozhodčí: Brian Hall (USA) |
| Shehan 40' Jamaan 50' Al-Jaber 66' (p) Al-Harbi 73' | Report | Piturat 58' | Prince Faisal bin Fahd Stadium, Rijád diváci: 27 000 rozhodčí: Brian Hall (USA) |

| 21. října 2001 20:30 UTC+3         |        |          |                                                                               |
| Bahrajn                            | 3 – 1  | Írán     | Bahrain National Stadium, Manama diváci: 25 000 rozhodčí: Carlos Batres (GUA) |
| Marzouki 8' Ahmed 45' Mohammed 90' | Report | Daei 82' | Bahrain National Stadium, Manama diváci: 25 000 rozhodčí: Carlos Batres (GUA) |

### Skupina B
| Tým        | Z | V | R | P | GV | GI | +/- | B  |
| ---------- | - | - | - | - | -- | -- | --- | -- |
| Čína       | 8 | 6 | 1 | 1 | 13 | 2  | +11 | 19 |
| SAE        | 8 | 3 | 2 | 3 | 10 | 11 | -1  | 11 |
| Uzbekistán | 8 | 3 | 1 | 4 | 13 | 14 | -1  | 10 |
| Katar      | 8 | 2 | 3 | 3 | 10 | 10 | +0  | 9  |
| Omán       | 8 | 1 | 3 | 4 | 7  | 16 | -9  | 4  |

- Čína postoupila na Mistrovství světa ve fotbale 2002.
- SAE postoupily do baráže o 3. místo.

| 16. srpna 2001 19:00 UTC+3 |        |      |                                                                                        |
| Katar                      | 0 – 0  | Omán | Khalifa International Stadium, Doha diváci: 15 000 rozhodčí: Abdulhameed Ebrahim (BHR) |
|                            | Report |      | Khalifa International Stadium, Doha diváci: 15 000 rozhodčí: Abdulhameed Ebrahim (BHR) |

| 17. srpna 2001 19:30 UTC+4                      |        |              |                                                                              |
| SAE                                             | 4 – 1  | Uzbekistán   | Sheikh Zayed Stadium, Abu Dhabi diváci: 15 000 rozhodčí: Kim Young-Joo (KOR) |
| Salem Ali 21' Hareb 33' (p) Fahd 45' Bakhit 85' | Report | Shirshov 37' | Sheikh Zayed Stadium, Abu Dhabi diváci: 15 000 rozhodčí: Kim Young-Joo (KOR) |

| 25. srpna 2001 19:30 UTC+8                 |        |     |                                                                                                  |
| Čína                                       | 3 – 0  | SAE | Shenyang Olympic Sports Center Stadium, Shenyang diváci: 46 000 rozhodčí: Mongkol Rungklay (THA) |
| Li Xiaopeng 2' Qi Hong 19' Hao Haidong 33' | Report |     | Shenyang Olympic Sports Center Stadium, Shenyang diváci: 46 000 rozhodčí: Mongkol Rungklay (THA) |

| 26. srpna 2001 19:00 UTC+5 |        |            |                                                                                   |
| Uzbekistán                 | 2 – 1  | Katar      | Pakhtakor Markaziy Stadium, Taškent diváci: 40 000 rozhodčí: Shamsul Maidin (SIN) |
| Irismetov 36' Qosimov 52'  | Report | Jaloof 88' | Pakhtakor Markaziy Stadium, Taškent diváci: 40 000 rozhodčí: Shamsul Maidin (SIN) |

| 31. srpna 2001 19:15 UTC+4 |        |                               |                                                                                          |
| Omán                       | 0 – 2  | Čína                          | Sultan Qaboos Sports Complex, Maskat diváci: 35 000 rozhodčí: Ahmad Khalidi Supian (MAS) |
|                            | Report | Qi Hong 70' Fan Zhiyi 84' (p) | Sultan Qaboos Sports Complex, Maskat diváci: 35 000 rozhodčí: Ahmad Khalidi Supian (MAS) |

| 31. srpna 2001 19:15 UTC+4 |        |                           |                                                                               |
| SAE                        | 0 – 2  | Katar                     | Sheikh Zayed Stadium, Abu Dhabi diváci: 20 000 rozhodčí: Rahman Al Zaid (KSA) |
|                            | Report | Hashim 65' Al-Obaidly 71' | Sheikh Zayed Stadium, Abu Dhabi diváci: 20 000 rozhodčí: Rahman Al Zaid (KSA) |

| 07. září 2001 19:00 UTC+3 |        |                |                                                                                  |
| Katar                     | 1 – 1  | Čína           | Khalifa International Stadium, Doha diváci: 30 000 rozhodčí: Toru Kamikawa (JAP) |
| Al Naemi 31'              | Report | Li Weifeng 90' | Khalifa International Stadium, Doha diváci: 30 000 rozhodčí: Toru Kamikawa (JAP) |

| 08. září 2001 19:00 UTC+5                             |        |      |                                                                                  |
| Uzbekistán                                            | 5 – 0  | Omán | Pakhtakor Markaziy Stadium, Taškent diváci: 25 000 rozhodčí: Masoud Moradi (IRN) |
| Irismetov 17', 73' Shatskikh 38' (p) Qosimov 50', 67' | Report |      | Pakhtakor Markaziy Stadium, Taškent diváci: 25 000 rozhodčí: Masoud Moradi (IRN) |

| 14. září 2001 19:00 UTC+4 |        |                |                                                                                    |
| Omán                      | 1 – 1  | SAE            | Sultan Qaboos Sports Complex, Maskat diváci: 3 000 rozhodčí: Hassan Marshoud (JOR) |
| Nairooz 52'               | Report | Abdulazeez 13' | Sultan Qaboos Sports Complex, Maskat diváci: 3 000 rozhodčí: Hassan Marshoud (JOR) |

| 15. září 2001 19:30 UTC+8    |        |            |                                                                                                |
| Čína                         | 2 – 0  | Uzbekistán | Shenyang Olympic Sports Center Stadium, Shenyang diváci: 44 376 rozhodčí: Kwon Jong-Chul (JPN) |
| Li Weifeng 63' Fan Zhiyi 76' | Report |            | Shenyang Olympic Sports Center Stadium, Shenyang diváci: 44 376 rozhodčí: Kwon Jong-Chul (JPN) |

| 21. září 2001 19:00 UTC+4 |        |                                     |                                                                                 |
| Omán                      | 0 – 3  | Katar                               | Sultan Qaboos Sports Complex, Maskat diváci: 3 000 rozhodčí: Qasem Shaban (KUW) |
|                           | Report | Hamza 26' Mustapha 33' Al Enazi 74' | Sultan Qaboos Sports Complex, Maskat diváci: 3 000 rozhodčí: Qasem Shaban (KUW) |

| 22. září 2001 19:00 UTC+5 |        |                 |                                                                                    |
| Uzbekistán                | 0 – 1  | SAE             | Pakhtakor Markaziy Stadium, Taškent diváci: 42 000 rozhodčí: Masayoshi Okada (JPN) |
|                           | Report | Mohamed Omar 5' | Pakhtakor Markaziy Stadium, Taškent diváci: 42 000 rozhodčí: Masayoshi Okada (JPN) |

| 27. září 2001 18:45 UTC+4 |        |             |                                                                                  |
| SAE                       | 0 – 1  | Čína        | Sheikh Zayed Stadium, Abu Dhabi diváci: 15 000 rozhodčí: Peter Prendergast (JAM) |
|                           | Report | Qi Hong 43' | Sheikh Zayed Stadium, Abu Dhabi diváci: 15 000 rozhodčí: Peter Prendergast (JAM) |

| 28. září 2001 19:00 UTC+3 |        |                          |                                                                                    |
| Katar                     | 2 – 2  | Uzbekistán               | Khalifa International Stadium, Doha diváci: 6 000 rozhodčí: Mongkol Rungklay (THA) |
| Al Enazi 9' Hashim 89'    | Report | Qosimov 45' Shirshov 47' | Khalifa International Stadium, Doha diváci: 6 000 rozhodčí: Mongkol Rungklay (THA) |

| 04. října 2001 19:00 UTC+3 |        |                          |                                                                                            |
| Katar                      | 1 – 2  | SAE                      | Khalifa International Stadium, Doha diváci: 8 000 rozhodčí: Abdul Aziz A. Al Dokhail (KSA) |
| Hamzah 47'                 | Report | Khalil 43' Salem Ali 84' | Khalifa International Stadium, Doha diváci: 8 000 rozhodčí: Abdul Aziz A. Al Dokhail (KSA) |

| 07. října 2001 19:30 UTC+8 |        |      |                                                                                                |
| Čína                       | 1 – 0  | Omán | Shenyang Olympic Sports Center Stadium, Shenyang diváci: 45 000 rozhodčí: Shamsul Maidin (SIN) |
| Yu Genwei 36'              | Report |      | Shenyang Olympic Sports Center Stadium, Shenyang diváci: 45 000 rozhodčí: Shamsul Maidin (SIN) |

| 13. října 2001 18:30 UTC+4                      |        |                              |                                                                                  |
| Omán                                            | 4 – 2  | Uzbekistán                   | Sultan Qaboos Sports Complex, Maskat diváci: 400 rozhodčí: Masayoshi Okada (JPN) |
| Al-Mukhaini 50', 83' Bashir 52' Al-Mahrouqi 89' | Report | Davletov 5' Ashoor 27' (vl.) | Sultan Qaboos Sports Complex, Maskat diváci: 400 rozhodčí: Masayoshi Okada (JPN) |

| 13. října 2001 19:30 UTC+8               |        |       |                                                                                                  |
| Čína                                     | 3 – 0  | Katar | Shenyang Olympic Sports Center Stadium, Shenyang diváci: 43 850 rozhodčí: Benito Archundia (MEX) |
| Su Maozhen 11' Qu Bo 29' Hao Haidong 57' | Report |       | Shenyang Olympic Sports Center Stadium, Shenyang diváci: 43 850 rozhodčí: Benito Archundia (MEX) |

| 19. října 2001 18:30 UTC+4 |        |                           |                                                                                    |
| SAE                        | 2 – 2  | Omán                      | Sheikh Zayed Stadium, Abu Dhabi diváci: 40 000 rozhodčí: Ali Abdulla Mandani (KUW) |
| Ibrahim 45' Omar 60'       | Report | Mubarak 22' Al-Dhabit 41' | Sheikh Zayed Stadium, Abu Dhabi diváci: 40 000 rozhodčí: Ali Abdulla Mandani (KUW) |

| 19. října 2001 19:30 UTC+5 |        |      |                                                                                    |
| Uzbekistán                 | 1 – 0  | Čína | Pakhtakor Markaziy Stadium, Taškent diváci: 15 000 rozhodčí: Rodrigo Badilla (CRC) |
| Shirshov 90'               | Report |      | Pakhtakor Markaziy Stadium, Taškent diváci: 15 000 rozhodčí: Rodrigo Badilla (CRC) |

## Baráž o 3. místo
| 25. října 2001 17:30 UTC+4:30 |        |     |                                                                     |
| Írán                          | 1 – 0  | SAE | Azadi Stadium, Teherán diváci: 40 000 rozhodčí: Kim Young-Joo (KOR) |
| Bagheri 45'                   | Report |     | Azadi Stadium, Teherán diváci: 40 000 rozhodčí: Kim Young-Joo (KOR) |

| 31. října 2001 18:30 UTC+4 |        |                                  |                                                                           |
| SAE                        | 0 – 3  | Írán                             | Al-Nahyan Stadium, Abu Dhabi diváci: 18 000 rozhodčí: Toru Kamikawa (JPN) |
|                            | Report | Daei 7' Bagheri 76' Minavand 79' | Al-Nahyan Stadium, Abu Dhabi diváci: 18 000 rozhodčí: Toru Kamikawa (JPN) |

- Írán zvítězil celkovým skóre 4:0 a postoupil do mezikontinentální baráže proti celku ze druhého místa jedné ze skupin zóny UEFA.